# Araçu
Araçu é um município brasileiro do interior do estado de Goiás, Região Centro-Oeste do país. Sua população foi estimada em 2010 como sendo de 3.785 habitantes.